# Diều đầu nâu
Diều đầu nâu hay Đại Bàng Núi (danh pháp hai phần: Nisaetus cirrhatus) là một loài chim săn mồi thuộc họ Ưng (Accipitridae). Loài này được Gmelin mô tả khoa học năm 1788. Trước đây nó được đặt trong chi Spizaetus, nhưng các nghiên cứu chỉ ra rằng nhóm này là cận ngành, dẫn tới kết quả là các thành viên Cựu Thế giới được đặt vào chi Nisaetus (Hodgson, 1836) và tách ra khỏi các loài Tân Thế giới.
Diều đầu nâu sinh sản chủ yếu ở Nam Á trong Ấn Độ và Sri Lanka, và từ rìa phía đông nam của Himalaya qua Đông Nam Á (Indonesia và Philippines). Đây là một con chim sinh sống đơn lẻ (ngoài mùa sinh sản) trong rừng và ưa thích rừng rậm hơn. Diều đầu nâu xây tổ trên cây và đẻ một đến 2 quả trứng.

## Phân loài
- N. c. limnaeetus (Horsfield, 1821): Từ miền bắc Ấn Độ qua Nepal, Myanmar tới Đông Dương, bán đảo Mã Lai, quần đảo Sunda Lớn và Philippines.
- N. c. cirrhatus (Gmelin J.F., 1788): Từ đồng bằng sông Hằng về phía nam tới miền nam Ấn Độ.
- N. c. ceylanensis (Gmelin J.F., 1788): Sri Lanka.
- N. c. andamanensis (Tytler, 1865):	Quần đảo Andaman.
- N. c. vanheurni (Junge, 1936): Đảo Simeulue (ngoài khơi miền tây Sumatra).